# Euophrys leucostigma
Euophrys leucostigma es una especie de araña saltarina del género Euophrys, familia Salticidae. Fue descrita científicamente por C. L. Koch en 1846.
Habita en Brasil.